# Maschinenverordnung
Die Maschinenverordnung (ursprüngliche Bezeichnung ab 1993: Neunte Verordnung zum Gerätesicherheitsgesetz – [Maschinenverordnung – 9. GSGV], von 2004 bis 2011: Neunte Verordnung zum Geräte- und Produktsicherheitsgesetz – [Maschinenverordnung – 9. GPSGV], seit 2011: Neunte Verordnung zum Produktsicherheitsgesetz – [Maschinenverordnung – 9. ProdSV]) setzte in Deutschland ursprünglich die Richtlinie 89/392/EWG vom 14. Juni 1989, später die Richtlinie 98/37/EG vom 22. Juni 1998 und zuletzt die derzeit geltende Richtlinie 2006/42/EG (Maschinenrichtlinie) in nationales Recht um.
Die Verordnung regelt das Inverkehrbringen von neuen Maschinen. Voraussetzung für das Inverkehrbringen ist, dass der Hersteller die Maschine mit der CE-Kennzeichnung versieht und eine Konformitätserklärung ausstellt. Die Verordnung stützte sich ursprünglich auf § 4 des Gerätesicherheitsgesetzes (GSG), bei späteren Änderungen auf § 3 Abs. 1 des Geräte- und Produktsicherheitsgesetzes (GPSG) (heutiger Name: Produktsicherheitsgesetz).
Im Jahre 2023 hat die Europäische Union die Verordnung (EU) 2023/1230 erlassen, die eine Neuregelung der Materie vorsieht. Im Unterschied zur früheren Richtlinie wird die Verordnung unmittelbar in der gesamten Europäischen Union gelten. In ihren wesentlichen Teilen wird sie am 20. Januar 2027 in Kraft treten.
Die Richtlinie 2006/42/EG wird zu diesem Zeitpunkt aufgehoben. Es ist geplant, zum selben Zeitpunkt die deutsche Maschinenverordnung aufzuheben; ein erster Gesetzesentwurf wurde im November 2024 in den Deutschen Bundestag eingebracht, der sich allerdings durch Ablauf der Wahlperiode zunächst erledigt hat und in den Bundestag neu eingebracht werden müsste.